# HD 168443 c
HD 168443 c – brązowy karzeł co najmniej siedemnaście razy masywniejszy od Jowisza. Krąży po ekscentrycznej orbicie, nieco poza ekosferą gwiazdy HD 168443. Prócz niego w układzie istnieje także masywna planeta HD 168443 b, krążąca wokół gwiazdy po dużo ciaśniejszej orbicie.